# Алосайна
Алосайна (ісп. Alozaina) — муніципалітет в Іспанії, у складі автономної спільноти Андалусія, у провінції Малага. Населення — 2244 особи (2010).
Муніципалітет розташований на відстані близько 420 км на південь від Мадрида, 39 км на захід від Малаги.
На території муніципалітету розташовані такі населені пункти: (дані про населення за 2010 рік)
- Алосайна: 2216 осіб
- Хорокс: 28 осіб

## Демографія
Динаміка населення (INE ):

## Галерея зображень

Розташування муніципалітету у провінції Малага
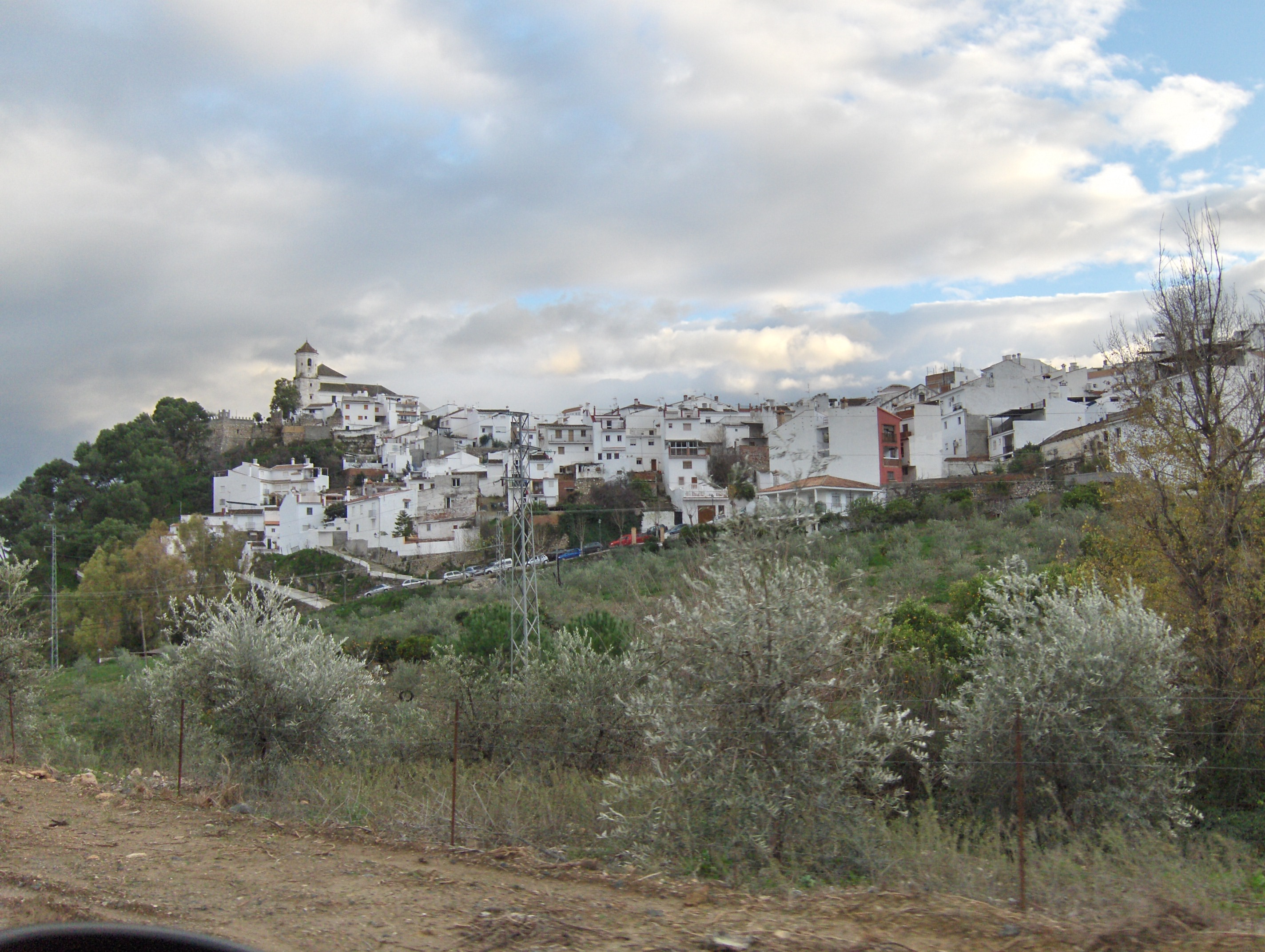
Алосайна, вид з дороги на Касарабонелу
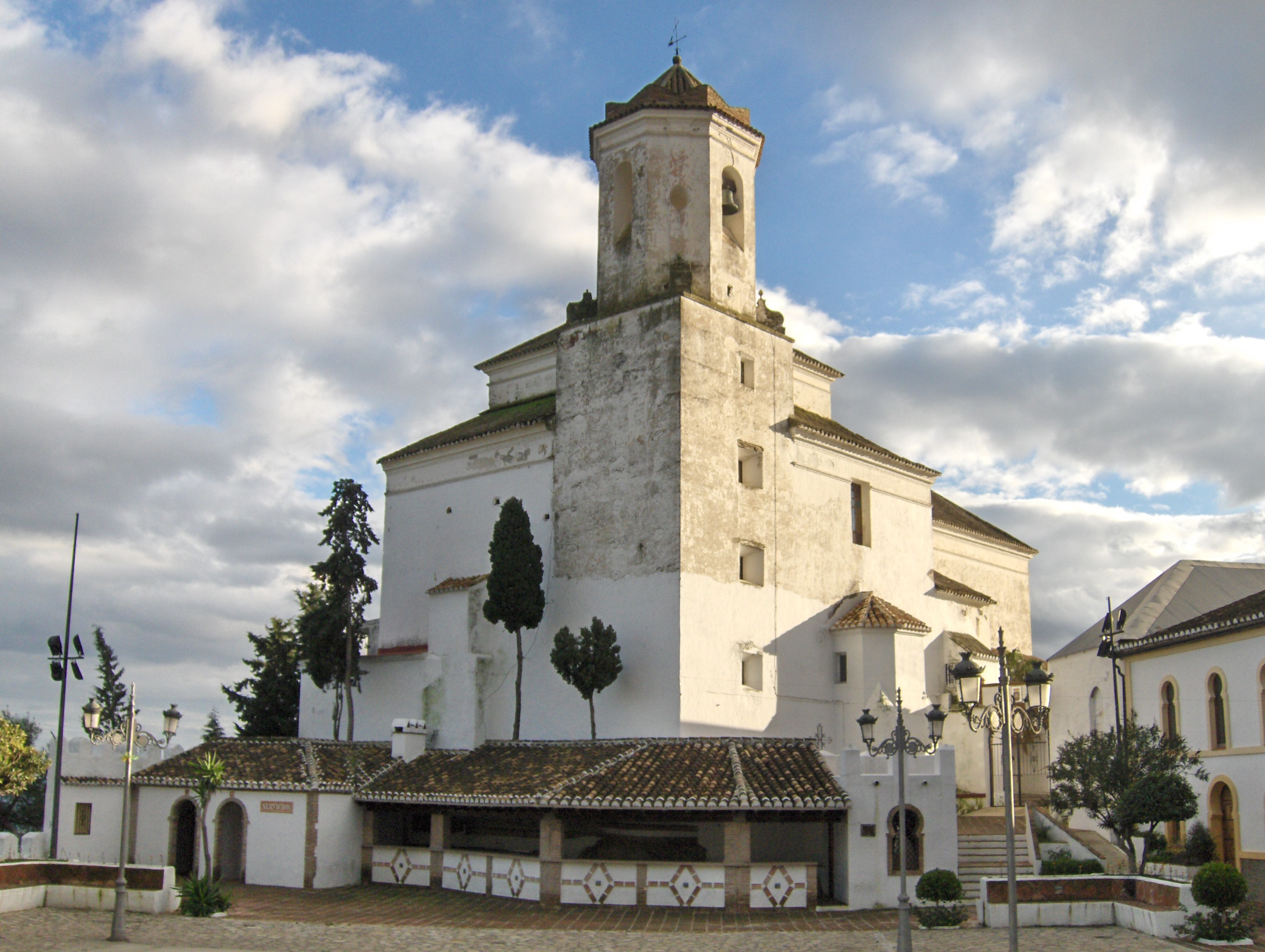
Церква Санта-Ана
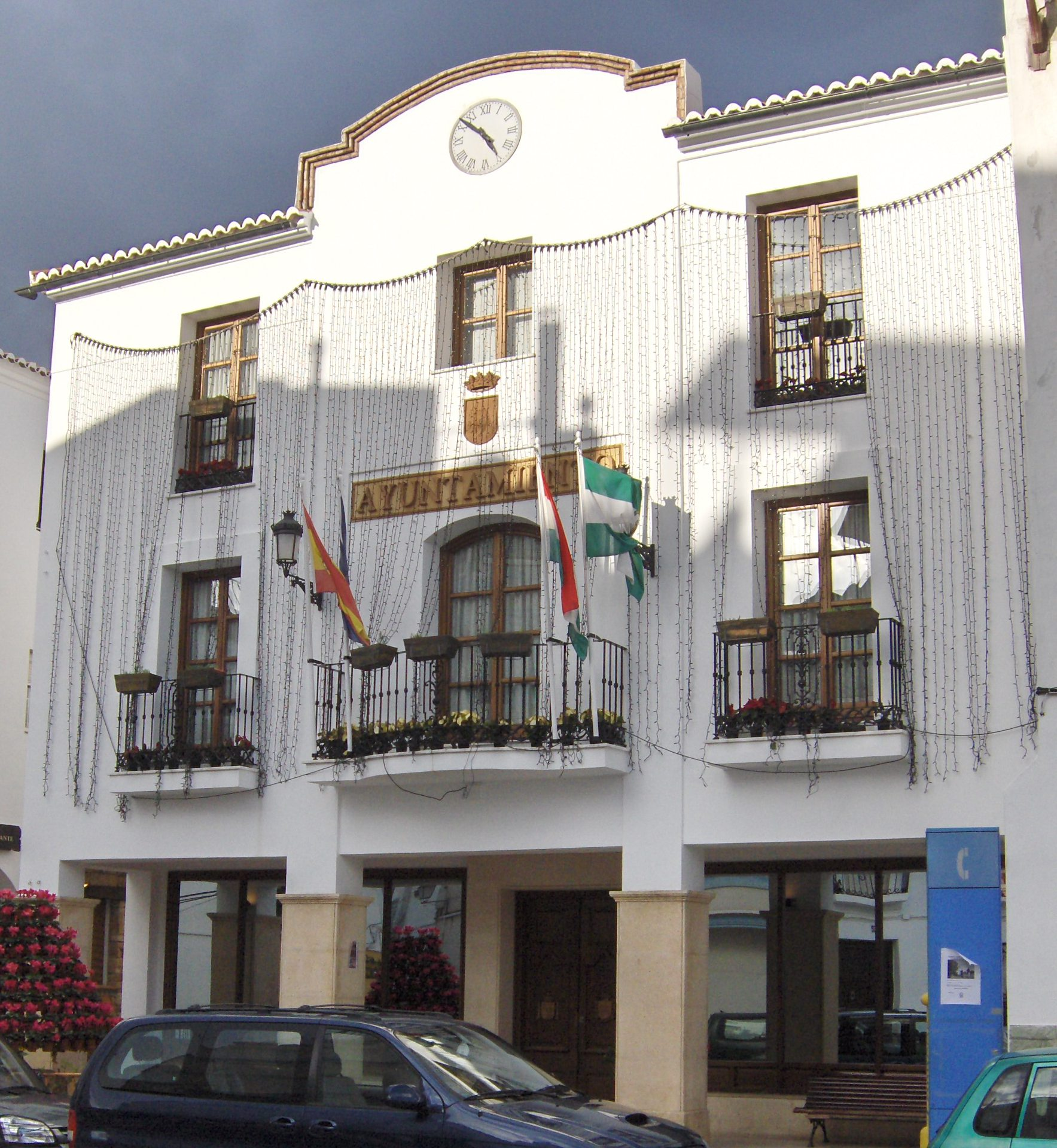
Муніципальна рада